# Into the Blue
Into the Blue ist ein US-amerikanischer Actionfilm aus dem Jahr 2005. Regie führte John Stockwell.

## Handlung
Von ständigen Geldsorgen abgesehen führt das junge Paar Jared und Sam ein glückliches Leben auf den Bahamas. Während Sam in einem Freizeitpark arbeitet, hat Jared mal wieder seinen Job als Tauchlehrer gekündigt und träumt davon, einen Schatz auf dem Meeresboden zu finden. Eines Tages kommt Bryce, ein Jugendfreund des Paares, mit seiner neuen Freundin Amanda angeflogen. Der Strafverteidiger hat von einem seiner Mandanten eine Villa und eine Yacht zur Verfügung gestellt bekommen. Mit dem Schiff machen die vier einen Tauchausflug. Sie entdecken die Überreste eines lange gesunkenen Schiffes sowie ein Flugzeugwrack, vollbeladen mit Kokain. Während Jared hauptsächlich an dem Schiff interessiert ist, träumen Bryce und Amanda vom schnellen Geld mit Hilfe der Drogen. Man einigt sich aber darauf, das Flugzeug besser in Ruhe zu lassen und auch nicht die Polizei zu verständigen, um den Schiffsfund und dessen Bergung nicht zu gefährden, denn das Schiff soll zum Transport von Gold benutzt worden sein.
Die Bergung des Schiffes erfordert viel technische Ausrüstung, die die vier nicht finanzieren können. Deshalb beschließen Bryce und Amanda, heimlich Teile des Kokains zu bergen und zu Geld zu machen. Sie bieten es dem Clubbesitzer Primo an, dieser bringt sie jedoch zu seinem Boss, dem Drogenbaron Reyes, der sein Kokain schon vermisst. Jared wird anschließend auf die Yacht von Reyes gerufen und erhält von ihm zwölf Stunden Zeit für die Bergung und Übergabe des restlichen Kokains, ansonsten würden alle vier sterben.
Zurück an Land erklärt Jared seiner Freundin Sam die Situation. Diese will mit Drogengeschäften jedoch nichts zu tun haben und lässt ihn stehen. So machen sich Jared, Bryce und Amanda alleine auf zur Bergung. Bei der nächtlichen Tauchaktion wird Amanda von einem Tigerhai angegriffen und schwer verletzt. Jared und Bryce brechen den Tauchgang ab und bringen Amanda in ein Krankenhaus, wo ihr jedoch nicht mehr geholfen werden kann. Im Krankenhaus stößt Sam wieder zu den beiden. Gemeinsam wollen sie nach Hause fahren, als sie einen Anruf von Primo erhalten. Dieser will wissen, ob sie die Drogen haben. Daraus entwickelt sich eine Verfolgungsjagd, an deren Ende sich Jared den Gangstern stellt, Sam den Polizisten Roy um Hilfe bittet und Bryce erst einmal untertaucht.
Primo bringt Jared auf Reyes’ Yacht. Als Jared sich seiner Fesseln entledigen kann, entdeckt er, dass alle an Bord – inklusive Primo – ermordet worden sind. Jared untersucht das Boot und trifft auf seinen ehemaligen Arbeitgeber und Intimfeind Bates, der ihm erklärt, dass sein Geschäftspartner Reyes ihn hintergehen wollte und deshalb sterben musste. Und nun soll auch Jared sterben; diesem gelingt jedoch die Flucht. Inzwischen hat Roy Sam überzeugt, dass es besser sei, nicht zum vermeintlich korrupten Polizeichef zu gehen, sondern zu Bates. Bates, der nun Sam in seiner Gewalt hat, benutzt sie als Druckmittel gegen Jared. Gemeinsam mit Bryce schmiedet dieser einen Plan, um seine Freundin zu befreien und Bates das Handwerk zu legen. So willigt er ein, den Verbrechern die Absturzstelle zu zeigen. Dort angekommen, entwickelt sich ein Unterwasserkampf, an dessen Ende es Jared und Bryce gelingt, das Drogenflugzeug samt Inhalt zu sprengen, wobei Bates zu Tode kommt.
Sechs Wochen später sieht man Jared, Sam und Bryce bei der Bergung einer alten Schiffskanone. Dabei reißt ein Seil, und die Kanone sinkt wieder in die Tiefe, wo sie das Holzdeck des gesunkenen Schiffes durchschlägt und so den Blick auf eine darunter verborgene Ladung Goldbarren freigibt.

## Produktion
Der Film wurde von den Firmen Mandalay Pictures, Metro-Goldwyn-Mayer und Columbia Pictures mit einem geschätzten Budget von 50 Mio. US-Dollar produziert. Als Drehorte für Außen- und Unterwasseraufnahmen dienten Nassau auf New Providence – einer Insel der Bahamas – und die Kaimaninseln. Weitere Landaufnahmen entstanden in Florida. Die Dreharbeiten starteten am 15. Januar 2004 und dauerten bis zum 28. März 2004 an. Der Vertrieb von Into the Blue wird von 20th Century Fox und Sony Pictures Home Entertainment, dem Mutterunternehmen von Columbia Pictures und MGM, durchgeführt.

### Veröffentlichungen
Am 30. September 2005 wurde Into the Blue in Brasilien auf dem Rio de Janeiro International Film Festival vorgestellt. Am gleichen Tag lief der Film in den USA an. In den deutschsprachigen Ländern/Regionen erschien der Action-Thriller zuerst in Deutschland (13. Oktober), dann Österreich (14. Oktober) und zum Schluss in der Schweiz (1. Dezember) in den Kinos. Außerdem wurde der Film im Oktober 2005 auf den Philippinen, in Singapur, Argentinien, Israel, Mexiko, Australien, Irland, Großbritannien und Portugal veröffentlicht. Im November 2005 erschien der Action-Thriller in Belgien, Spanien, Brasilien, Island, Südkorea, Estland, Panama, Finnland, Türkei und Ägypten in den Kinos. In Schweden wurde der Film am 13. Dezember 2005 in der Vorpremiere Lucia Movie Night präsentiert und zwei Tage später in die Kinos gebracht. Im Januar 2006 lief der Film in Italien und im August des gleichen Jahres in Frankreich an. In den Niederlanden, Polen und Ungarn wurde Into the Blue als Direct-to-DVD-Produktion veröffentlicht.

### Einspielergebnisse
Am Eröffnungswochenende spielte Into the Blue in den USA mehr als 7 Mio. $, in Großbritannien 510.323 £, in Frankreich mehr als 1,1 Mio. $ und in Spanien 797.431 € ein.
Das Gesamteinspielergebnis von Into the Blue beläuft sich auf 44,43 Mio. US-Dollar.

### Soundtrack
- Good Old Days – Ziggy Marley
- I Will – Holly Palmer
- I’ll Be – O S Xperience
- Time of Our Lives – Paul van Dyk feat. Vega 4
- Think It Matters – Paul Haslinger & Dan DiPrima
- Clav Dub – Rhombus
- No Trouble – Shawn Barry
- Whoa Now – Louque
- VIP – D Bo
- J.O.D.D. – Trick Daddy feat. Khia & Tampa Tony
- Papi – The Jackson 2
- It’s Alright – Guerilla Black
- Of Course Nigga You Can – Billy Steel
- Perique – Louque
- Wonderful World, Beautiful People – Jimmy Cliff
- Remember – Abdel Wright

## Kritik
„Der hübsch bebilderte, erzählerisch aber recht lahme und unlogische Unterwasserthriller hat wenig zu bieten, und auch die Darstellerleistungen können das Gesamtbild kaum aufhellen.“

„Dies ist lediglich ein Film für Leute, die sich ständig Jessica Alba im Bikini anschauen möchten. Die dünne Story ist uralt und folgt fast identisch Werken wie Die Tiefe, ist aber dem gegenüber absolut unspannend und unspektakulär. Manche Werbevideos über Tauchexpeditionen haben da mehr zu bieten. Da können auch die mitunter tollen Karibikbilder nichts reißen. Außer langweilige Körperablichtung bleibt hier nichts.“

„Die Vorbilder, an denen sich Regisseur John Stockwell orientiert, sind unschwer auszumachen. Thematisch möchte sein Film ein modernes Update des Blockbusters Fluch der Karibik sein, Bildsprache und Machogehabe erinnern an Im Rausch der Tiefe, welcher ebenfalls ästhetisch ansprechende Unterwasseraufnahmen mit einem Plot kombiniert, der die männlichen Protagonisten sowie ihre potenzgesteuerten Handlungen nie hinterfragt und bedingungslos romantisiert. So unerträglich wie Luc Bessons überambitioniertes, chauvinistisches Machwerk ist Into the Blue aber glücklicherweise nicht, da sich der Film keine Sekunde lang zu ernst nimmt und nie mehr sein will als unterhaltsames Popcornkino mit Haien, Drogendealern – und natürlich Jessica Alba im Bikini.“

## Auszeichnungen
- Jessica Alba wurde für diesen Film und für Fantastic Four für eine Goldene Himbeere 2006 nominiert.
- Der Film erhielt einen Golden Trailer Award in der Kategorie Golden Fleece und setzte sich dabei gegen Goal – Lebe deinen Traum, Das schnelle Geld und Æon Flux durch.

## Fortsetzung
Der Regisseur Stephen Herek inszenierte 2009 eine Fortsetzung mit dem Titel Into the Blue 2 – Das goldene Riff. Weder die Handlung noch die Darsteller aus dem ersten Teil werden in diesem Film aufgegriffen. In der Fortsetzung, die als Direct-to-DVD-Produktion veröffentlicht wurde, lernt das Pärchen Sebastian (Chris Carmack) und Dani (Laura Vandervoort), das eine Tauchbasis besitzt, Carlton (David Anders) und Azra (Marsha Thomason) kennen. Die beiden Paare wollen gemeinsam nach dem Wrack des spanischen Schiffes San Cristobal suchen, doch die Reise entwickelt sich anders als gedacht. In der Verfilmung standen u. a. Audrina Patridge und Mircea Monroe sowie die beiden Survivor-Kontrahentinnen Amanda Kimmel und Parvati Shallow vor der Kamera. Robert Duncan war für die Musik in der Fortsetzung verantwortlich.

## Trivia
- Den strengen US-amerikanischen Sittenwächtern waren die Unterwasserszenen des Films zu freizügig. Insbesondere das Bikini-Höschen von Jessica Alba war ihnen in diesen Szenen zu knapp geraten. Deswegen musste der Kinotrailer digital nachbearbeitet werden, sodass ihr Po unter Wasser ganz bedeckt war. Der Film an sich wurde allerdings weltweit, inklusive der USA, unzensiert gezeigt.
- Die Handlung basiert grob auf dem Roman Das Riff von Peter Benchley. Dieser Roman wurde bereits 1977 unter dem Titel Die Tiefe mit Nick Nolte und Jacqueline Bisset verfilmt.